# Ilet
L'Ilet - Илеть (rus) - és un riu de Rússia, un afluent per l'esquerra del Volga. Passa per les repúbliques de Marí El i del Tatarstan.
El riu neix a la zona oriental de la República de Marí El, a uns 10 km al sud de la vila de Mari-Turek. Flueix en direcció sud-oest per una vall boscosa. Uns 10 km al sud-est de la vila de Morki entra pel nord-oest a la República del Tatarstan. Després de 34 km per aquesta regió torna a endinsar-se cap al sud a Marí El. Després de rebre les aigües del riu Aixit pren direcció oest pel sud-est boscós de Marí El. A l'est de Krasnogorski s'uneix amb l'Iuixut, i prenen direcció sud - sud-oest.
Finalment a uns 5 km al nord-oest de Voljsk s'uneix al Volga, que forma aquí el límit entre les repúbliques de Marí El i de Txuvàixia.
El riu, de 204 km de llargària i amb una conca de 6.471 km², roman glaçat generalment des de mitjans de novembre a mitjans d'abril.